# Cármen Lúcia
Cármen Lúcia Antunes Rocha (Montes Claros, 19 de abril de 1954) é uma jurista, professora e magistrada brasileira, atual ministra do Supremo Tribunal Federal (STF) e presidente do Tribunal Superior Eleitoral (TSE), tendo sido presidente da corte suprema e do Conselho Nacional de Justiça (CNJ) de 2016 a 2018. Exerceu posteriormente o cargo de presidente do TSE e de presidente da segunda turma do Supremo Tribunal Federal (STF).
É bacharel em direito pela Faculdade Mineira de Direito da Pontifícia Universidade Católica de Minas Gerais (1977), especialista em direito de empresa pela Fundação Dom Cabral (1979) e mestre em direito constitucional pela Universidade Federal de Minas Gerais (1982). Cursou o programa de doutorado em direito da Universidade de São Paulo (1983), mas não o concluiu. Desde 1983, é professora titular de direito constitucional na Pontifícia Universidade Católica de Minas Gerais, além de coordenadora do Núcleo de Direito Constitucional.
Foi procuradora do Estado de Minas Gerais de 1983 até 2006, exercendo a função de Procuradora-Geral do Estado de 2001 a 2002, durante o mandato do então governador Itamar Franco. É membro efetivo do Instituto dos Advogados Brasileiros, e foi diretora da revista desta instituição, além de ter sido membro da Comissão de Estudos Constitucionais do Conselho Federal da Ordem dos Advogados do Brasil de 1994 a 2006.
Em 2006, foi indicada pelo presidente Luiz Inácio Lula da Silva ao cargo de ministra do Supremo Tribunal Federal, tornando-se a segunda mulher a ocupar esta vaga, sendo a primeira a ocupar esse cargo a ministra Ellen Gracie Northfleet. Assumiu a vice-presidência da Corte em 2014, e a presidência em 2016. Também exerceu a função de ministra do Tribunal Superior Eleitoral de 2009 a 2013 num primeiro mandato e, desde 2022, exerce um segundo mandato, tendo presidido de 2012 a 2013, tornando-se a primeira mulher a fazê-lo.

## Biografia
Nascida em Montes Claros, Carmen Lúcia Antunes Rocha é filha de Florival Rocha e Anésia Antunes, de origem portuguesa, em uma família de sete irmãos. Foi interna em colégio de freiras até a idade de prestar vestibular. Nunca se casou e, segundo uma prima, a economista Silvana Antunes, sempre anunciou que não o faria. "Ouvi várias vezes de sua boca que não se casaria. ‘Vou me dedicar à profissão’". Foi criada em Espinosa.
Formou-se em direito em 1977 pela Faculdade Mineira de Direito da Pontifícia Universidade Católica de Minas Gerais (PUC-MG), da qual se tornaria professora em 1983. É especialista em direito de empresa pela Fundação Dom Cabral (1979) e mestre em direito constitucional pela Universidade Federal de Minas Gerais (1982). Cursou doutorado em direito do Estado pela Universidade de São Paulo em 1983, sem o concluir.
Foi procuradora do Estado de Minas Gerais de 1983 até ser indicada ao Supremo Tribunal Federal (STF) em 2006, tendo ocupado o cargo de procuradora-geral do Estado entre março de 2001 e dezembro de 2002, no governo de Itamar Franco. Foi diretora da Revista do Instituto dos Advogados Brasileiros.
Foi a segunda mulher a integrar o STF e a primeira-ministra a usar calça comprida durante uma sessão plenária, em 15/03/2007 (o traje foi liberado às mulheres desde maio de 2000).
Na décima terceira edição do Prêmio Faz Diferença do jornal O Globo, foi eleita a "Personalidade do Ano" de 2015.
É parente distante de José Paulo Sepúlveda Pertence, que também foi ministro do STF e que recomendou seu nome ao presidente Luiz Inácio Lula da Silva para ocupar uma vaga no tribunal.
No dia 3 de outubro de 2016, recebeu a Medalha de Honra da Universidade Federal de Minas Gerais em cerimônia presidida pelo Reitor Jaime Arturo Ramírez no auditório da Reitoria da Universidade.
Serviu como presidente da República em exercício nos dias 13 e 14 de abril de 2018, tendo sido a sexta presidente do STF a assumir a chefia do Poder Executivo, bem como a segunda mulher a presidir a República. Na condição de presidente interina do Brasil, assinou um decreto instituindo o dia 2 de abril como o Dia Nacional da Consciência Sobre Autismo. Assumiu novamente como presidente da República em exercício mais quatro vezes durante o ano de 2018: no dia 18 de junho, nos dias 17 e 18 de julho, entre os dias 23 e 28 de julho e no dia 15 de agosto.

## Supremo Tribunal Federal

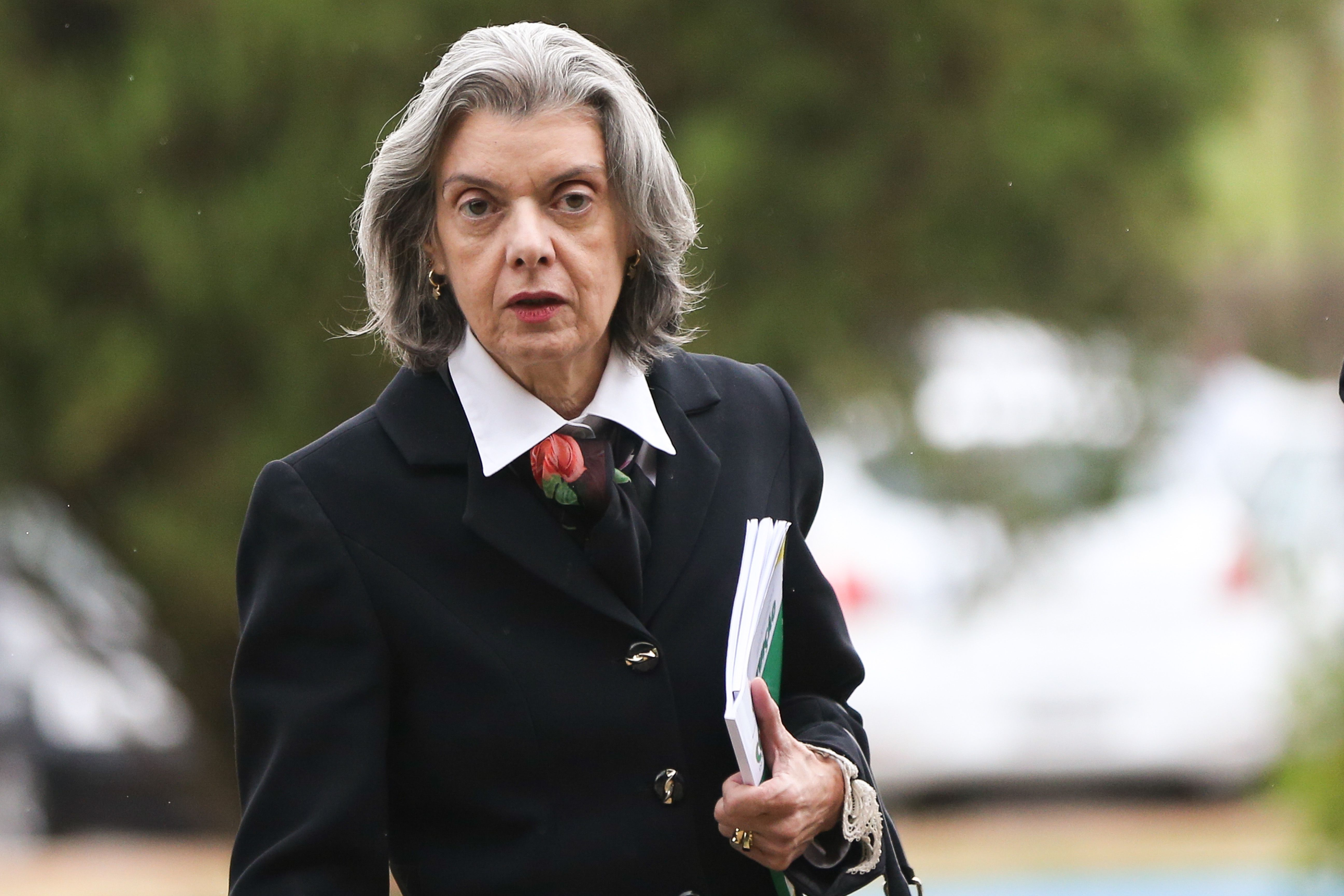
Cármen Lúcia em 2016

Cármen Lúcia foi indicada pelo então presidente Luiz Inácio Lula da Silva para o cargo de ministra do Supremo Tribunal Federal (STF), na vaga do ministro Nelson Jobim, aposentado em 26 de maio de 2006.
Sua indicação foi aprovada pelo senado por 55 votos contra 1 em 24 de maio de 2006. Cármen Lúcia foi empossada em 21 de junho de 2006, tornando-se a segunda mulher nomeada ao cargo de ministra do Supremo Tribunal Federal.
Segundo dados recentes de seu gabinete, dentre os ministros, é a que mais se encontra em dia cumprindo as metas de julgamento e celeridade.

### Escândalo do Mensalão
Em outubro de 2012, durante o julgamento que condenou José Dirceu, Marcos Valério e outros 23 , a ministra votou pela absolvição de 13 acusados de formação de quadrilha envolvidos no Escândalo do mensalão. Seu voto pela absolvição foi criticado pelo então ministro do STF, Joaquim Barbosa.

### Prisões

#### Natan Donadon

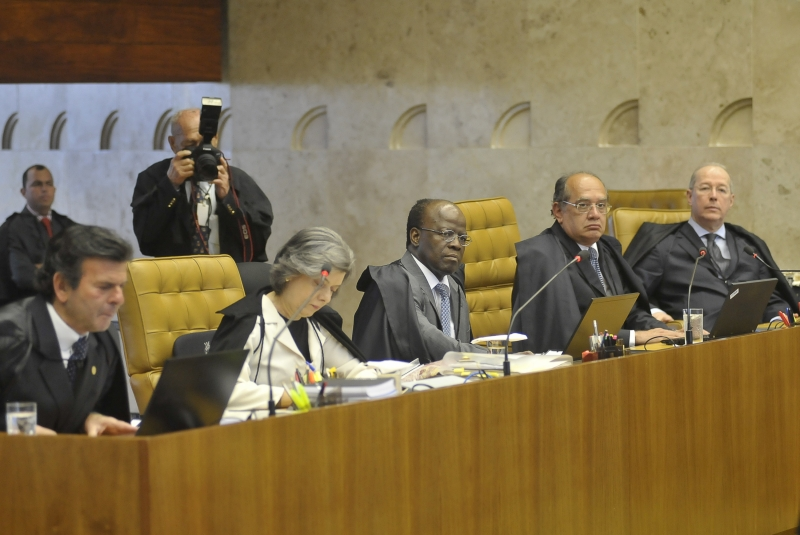
Os ministros do STF, Cármen Lúcia, Joaquim Barbosa, e Gilmar Mendes durante julgamento do Mensalão em 2012

Em junho de 2013, a ministra expediu mandado de prisão ao deputado federal Natan Donadon (PMDB-RO), condenado a 13 anos, 4 meses e 10 dias, em regime inicialmente fechado, pelos crimes de formação de quadrilha e peculato. A ministra Cármen Lúcia foi a relatora do processo. Com a decisão do STF, o deputado Donadon foi condenado não só à prisão mas também à perda dos direitos políticos.

#### Delcídio do Amaral
Em novembro de 2015, Cármen Lúcia votou a favor da prisão do então Senador Delcídio do Amaral, a época líder do governo da ex-presidente Dilma Rousseff. Foi primeira vez na história que um senador em exercício foi preso no Brasil, e a leitura do voto da ministra tornou-se símbolo do fato. Nele, Cármen Lúcia faz pronunciamento em favor da prisão de Delcídio do Amaral, num pronunciamento onde compara a superação da esperança sobre o medo, um mote da campanha política do PT para eleição de Luiz Inácio Lula da Silva para presidente da república, e o Mensalão, e o escárnio em achar que imunidade é sinônimo de impunidade.

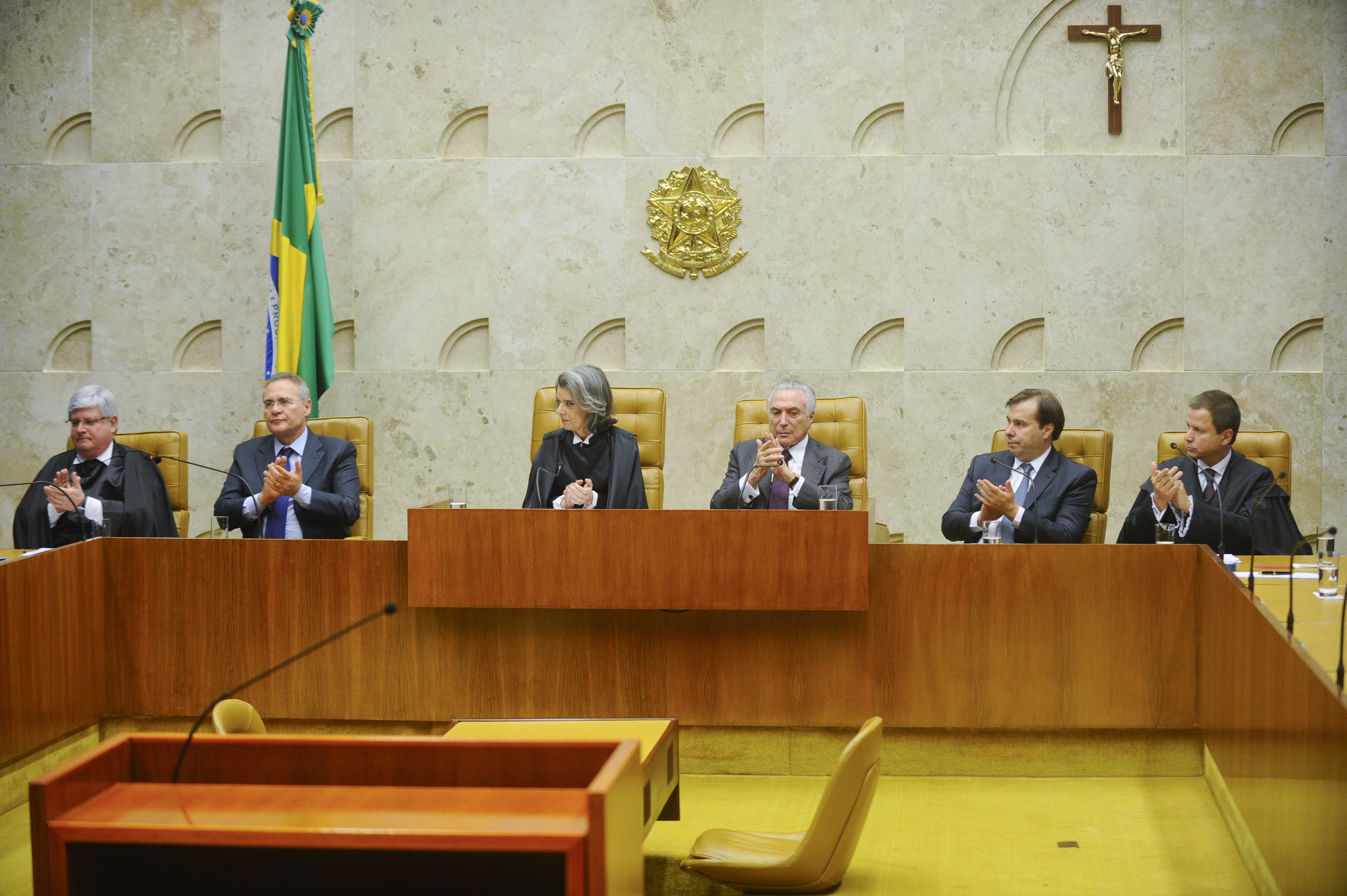
Cerimônia de posse da ministra Cármen Lúcia como Presidente do Supremo Tribunal Federal em agosto de 2016

"Houve um momento que a maioria de nós brasileiros, acreditou, num mote segundo o qual uma esperança tinha vencido o medo. Depois deparamos com a Ação Penal 470 e descobrimos que o cinismo tinha vencido aquela esperança. Agora parece se constatar que o escárnio venceu o cinismo. O crime não vencerá a justiça. Aviso aos navegantes dessas águas turvas de corrupção e das iniquidades: Criminosos não passarão a navalha da desfaçatez e da conclusão que imunidade, impunidade e corrupção..." (Carmen Lúcia, Ministra do STF).

O voto da ministra ao dizer que o "crime não vencerá a justiça", gerou diversas reações favoráveis, mas também contrárias. O economista Carlos Fernando, do site Diário do Centro do Mundo, criticou a ministra alegando uso político do voto quando o cargo demanda isenção.

#### Segunda instância
Em fevereiro de 2016, a ministra Cármen Lúcia votou a favor da prisão para condenados em segunda instância. Em outubro de 2016, Carmen Lúcia novamente votou favorável a aplicação da prisão. O projeto de lei foi defendido também pela Associação dos Juízes Federais do Brasil, pela Associação Nacional dos Procuradores da República, pela Associação dos Magistrados do Brasil, pela Procuradoria-Geral da República, pelo juiz federal Sergio Moro e pelos procuradores da Operação Lava Jato como uma importante decisão contra impunidade.

### Censura a biografia
Em junho de 2015, em seu voto se posicionou em defesa da liberdade de expressão e ao direito à informação, contrária a censura de biografia. A ministra disse que a publicação independe de autorização prévia, e disse ainda que eventuais danos causados à imagem dos biografados poderão levar o biógrafo a indenizá-lo.

## Atuação no Tribunal Superior Eleitoral
Atuando como ministra substituta do Tribunal Superior Eleitoral (TSE), foi empossada como ministra titular em 19 de novembro de 2009, tendo em vista a renúncia do ministro Joaquim Barbosa. Em 6 de março de 2012 foi nomeada presidente do Tribunal Superior Eleitoral, sucedendo ao ministro Ricardo Lewandowski. Ela tomou posse em 18 de abril, tornando-se a primeira mulher a presidir o tribunal e presidir as eleições municipais. A ministra deixou a presidência do TSE em 2013, dando lugar ao ministro Marco Aurélio Mello.
Em 2024, foi eleita presidente do TSE pela segunda vez com sucessão ao ministro Alexandre de Moraes. A sua posse ocorreu em 3 de junho, reunindo mais de 300 pessoas. Incluindo o presidente da República Luiz Inácio Lula da Silva, do Partido dos Trabalhadores (PT), o ministro do Supremo Tribunal Federal (STF) Luís Roberto Barroso, o então presidente do Senado Federal Rodrigo Pacheco, do Partido Social Democrático (PSD), e o então presidente da Câmara dos Deputados Arthur Lira, do Progressistas (PP). A ministra comandou as eleições municipais de 2024, e o seu mandato vai até 2026.

## Posicionamentos
Em 30 de novembro de 2016, divulgou uma nota oficial lamentando a inclusão no projeto anticorrupção aprovado pela Câmara de medidas incluído no projeto original do MPF, das 10 Medidas contra corrupção que, segundo Cármen, podem afetar a independência do Judiciário. A presidente do STF disse que magistrados já foram cassados "em tempos mais tristes" e que se pode "calar o juiz", mas não se conseguirá "calar a Justiça".

## Vandalismo no Prédio de Residência
Em 6 de abril de 2018, o prédio onde Carmen Lúcia possui um apartamento, localizado no bairro Santo Agostinho, em Belo Horizonte, Minas Gerais, foi alvo de atos de vandalismo. O incidente envolveu a ação de cerca de 450 manifestantes, ligados ao Movimento dos Trabalhadores Rurais Sem Terra (MST), Partido dos Trabalhadores(PT) e ao Levante Popular da Juventude, que jogaram tinta vermelha na fachada do edifício, picharam a calçada com a frase "Cármen golpista" e estenderam um banner com críticas à ministra e ao então presidente Michel Temer. 
A ação, que durou cerca de dez minutos, foi planejada em retaliação ao voto decisivo de Carmen Lúcia, então presidente do Supremo Tribunal Federal (STF), que desempatou o julgamento contra o habeas corpus preventivo do ex-presidente Luiz Inácio Lula da Silva, permitindo sua prisão no âmbito da Operação Lava Jato. 
Carmen Lúcia não estava no apartamento no momento do ocorrido, pois se encontrava em Brasília, e não houve registro de vítimas. O ato foi repudiado por entidades como a Associação dos Magistrados Brasileiros (AMB) e a Associação Nacional dos Magistrados da Justiça do Trabalho (Anamatra), que classificaram o vandalismo como um atentado à democracia. A Polícia Civil de Minas Gerais abriu inquérito para investigar o caso, identificando o envolvimento de três ônibus com manifestantes e detendo dois suspeitos. 
No dia seguinte, 7 de abril, grupos ligados a movimentos como o Movimento Brasil Livre (MBL) e Vem Pra Rua organizaram um ato de apoio à ministra, limpando a calçada e deixando flores e faixas com mensagens de solidariedade. Carmen Lúcia classificou o episódio como "isolado" e expressou preocupação com a segurança dos demais moradores do condomínio, pedindo serenidade em pronunciamento posterior.

## Livros
- O serviço público de saúde no direito brasileiro. Número 7 da Série Desenvolvimento de serviços de saúde. Editor Organização Pan-americana de Saúde, Oficina Regional Brasília, 85 pp. 1998
- O Princípio Constitucional da Igualdade, Publicado pela Editora Lê 1990;
- Constituição e Constitucionalidade, Publicado pela Editora Lê 1991;
- Princípios Constitucionais da Administração Pública, Publicado pela Editora Del Rey 1994;
- Estudo sobre Concessão e Permissão do Serviço Público no Brasil, Publicado pela Editora Saraiva 1996;
- República e Federação no Brasil, Publicado pela Editora Del Rey 1997;
- Princípios constitucionais dos servidores públicos, Publicado pela Editora Saraiva 2000;
- Direito de/para Todos, Publicado pela Editora Fórum 2004.